# محمد علي (لاعب كريكت باكستاني)
محمد علي (8 نوفمبر 1973 - ) هو لاعب كريكت باكستاني.